# Dörpen
Dörpen település Németországban, azon belül Alsó-Szászország tartományban. Lakosainak száma 5762 fő (2023. december 31.). Dörpen Lehe, Neubörger, Surwold, Neulehe, Heede, Dersum, Kluse és Wippingen községekkel határos.

## Népesség
A település népességének változása:
| Lakosok száma | 5077 | 5270 | 5287 | 5522 | 5660 | 5762 |
|               | 2016 | 2017 | 2019 | 2021 | 2022 | 2023 |

## Érdekességek
A település mellett halad el az Emslandi maglev tesztpálya.